# Barry Pepper
Barry Robert Pepper (n. 4 aprilie 1970, Campbell River⁠(d), British Columbia, Canada) este un actor canadian-american. Acesta este cunoscut pentru următoarele roluri: soldatul Daniel Jackson în Salvați soldatul Ryan (1998), ofițerul Dean Stanton în Culoarul morții (1999), Roger Maris⁠(d) în 61*⁠(d) (2001), Joseph L. Galloway⁠(d) în Am fost cândva soldați... și tineri⁠(d) (2002), sergentul Michael Strank⁠(d) în Steaguri pline de glorie (2006), agentul DEA Cooper în Snitch⁠(d) (2013), Vince în Labirintul: Încercările focului (2015) și Labirintul: Tratament letal⁠(d) (2018), Lucky Ned Pepper în remake-ul Adevăratul curaj⁠(d) (2010) și David Keller în Ape ucigașe (2019). A fost nominalizat de trei ori la Premiul Sindicatului Actorilor și o dată la Globul de Aur. A câștigat un Primetime Emmy la categoria „cel mai bun actor într-o miniserie” pentru rolul lui Robert F. Kennedy din miniseria Familia Kennedy⁠(d) (2011).

## Biografie
Pepper s-a născut în Campbell River, Columbia Britanică⁠(d), mezinul unui tăietor de lemne⁠(d). Când avea cinci ani, familia a plecat într-o călătorie prin  Oceania timp de cinci ani la bordul unui iaht. A fost educat cu ajutorul cursurilor prin corespondență⁠(d) și a școlilor publice⁠(d) din Polinezia. După încheierea călătoriei, s-au întors în Canada și s-au stabilit pe Insula Denman⁠(d). Pepper a absolvit Școala gimnazială Georges P. Vanier⁠(d) în 1988 și a obținut o bursă pentru realizări artistice la Colegiul Camosun⁠(d), unde a studiat marketing și design. Mai târziu, s-a mutat în Vancouver și s-a înscris la cursuri de actorie. A studiat timp de patru ani, inclusiv la Gastown Actors Studio, iar apoi a obținut un rol episodic în serialul Madison⁠(d).

## Cariera
Pepper a devenit cunoscut pentru rolul lunetistului Daniel Jackson în Salvați soldatul Ryan. A fost ofițerul Dean Stanton în The Green Mile, Frank Slaughtery în A 25-a oră⁠(d) (2002), jurnalistul Joseph L. Galloway⁠(d) în Am fost cândva soldați... și tineri, antagonistul în Câmp de luptă - Pământul, Roger Maris în 61*, Dale Earnhardt în Povestea lui Dale Earnhardt și Dan Morris în Șapte suflete⁠(d). De asemenea, a avut roluri în lungmetrajele Casino Jack⁠(d) și Adevăratul curaj. Pepper a fost vocea personajului Alex Mercer din jocul video Prototype și vocea caporalului Dunn din Call of Duty: Modern Warfare 2.
Pepper a câștigat Zmeura de Aur pentru cel mai prost actor într-un rol secundar pentru interpretarea din Battlefield Earth: A Saga of the Year 3000. A declarat că, dacă ar fi știut că va fi desemnat câștigător, l-ar fi acceptat cu plăcere în persoană. A apărut în videoclipul „Goodbye” al formației Jagged Edge⁠(d). În 2011, l-a interpretat pe Robert F. Kennedy în Familia Kennedy și a câștigat un Primetime Emmy la categoria „cel mai bun actor într-o miniserie” pentru rolul său.
În 2015, Pepper a apărut în Labirintul: Încercările focului, continuarea filmului Labirintul: Evadarea, fiind ultimul supraviețuitor al legendarei unități Right Arm. În 2018, acestași-a reluat rolul în Labirintul: Tratament letal⁠(d).
În 2019, Pepper l-a interpretat pe Dave Keller în filmul de groază Ape ucigașe.

## Viața personală
Pepper este cetățean naturalizat⁠(d) al Statelor Unite. Acesta și Cindy, soția sa, au împreună o fiică.

## Filmografie

### Film
| An   | Titlu                                          | Rol                     | Notes               | Ref(s) |
| ---- | ---------------------------------------------- | ----------------------- | ------------------- | ------ |
| 1992 | A Killer Among Friends                         | Mickey                  | Film de televiziune |        |
| 1995 | Johnny's Girl                                  | Jimmy Zee               | Film de televiziune |        |
| 1996 | Titanic                                        | Harold Bride            | Film de televiziune |        |
| 1996 | Urban Safari                                   | Rico                    |                     |        |
| 1998 | Firestorm                                      | Packer                  |                     |        |
| 1998 | Saving Private Ryan                            | Private Daniel Jackson  |                     |        |
| 1998 | Enemy of the State                             | NSA Agent David Pratt   |                     |        |
| 1999 | The Green Mile                                 | Dean Stanton            |                     |        |
| 2000 | Battlefield Earth                              | Jonnie 'Goodboy' Tyler  |                     |        |
| 2000 | We All Fall Down                               | John                    |                     |        |
| 2001 | 61*                                            | Roger Maris             | Film de televiziune |        |
| 2001 | Knockaround Guys                               | Matty DeMaret           |                     |        |
| 2002 | We Were Soldiers                               | Joseph L. Galloway      |                     |        |
| 2002 | 25th Hour                                      | Frank Slaughtery        |                     |        |
| 2003 | The Snow Walker                                | Charlie Halliday        |                     |        |
| 2004 | 3: The Dale Earnhardt Story                    | Dale Earnhardt          | Film de televiziune |        |
| 2005 | The Three Burials of Melquiades Estrada        | Mike Norton             |                     |        |
| 2005 | Ripley Under Ground                            | Tom Ripley              |                     |        |
| 2006 | Flags of Our Fathers                           | Sgt. Michael Strank     |                     |        |
| 2006 | Unknown                                        | Rancher Shirt           |                     |        |
| 2007 | Miami Drifters                                 | Billy Masterson (voice) |                     |        |
| 2008 | Seven Pounds                                   | Dan Morris              |                     |        |
| 2009 | Princess Kaiulani                              | Lorrin A. Thurston      |                     |        |
| 2009 | Like Dandelion Dust                            | 'Rip' Porter            |                     |        |
| 2010 | Casino Jack                                    | Michael Scanlon         |                     |        |
| 2010 | True Grit                                      | "Lucky" Ned Pepper      |                     |        |
| 2010 | When Love Is Not Enough: The Lois Wilson Story | Bill W.                 | Film de televiziune |        |
| 2012 | To the Wonder                                  | Father Barry            | Scene eliminate     | [ 13 ] |
| 2013 | Broken City                                    | Jack Valliant           |                     |        |
| 2013 | Snitch                                         | DEA Agent Cooper        |                     |        |
| 2013 | The Lone Ranger                                | Captain Jay Fuller      |                     |        |
| 2014 | Kill the Messenger                             | Russell Dodson          |                     |        |
| 2015 | Maze Runner: The Scorch Trials                 | Vince                   |                     |        |
| 2016 | Monster Trucks                                 | Sheriff Rick Lovick     |                     |        |
| 2017 | Bitter Harvest                                 | Yaroslav                |                     |        |
| 2018 | Maze Runner: The Death Cure                    | Vince                   |                     |        |
| 2019 | Crawl                                          | Dave Keller             |                     |        |
| 2019 | The Painted Bird                               | Mitka                   |                     |        |
| 2019 | Running with the Devil                         | The Boss                |                     |        |
| 2021 | Trigger Point                                  | Nicolas Shaw            |                     |        |
| 2021 | Awake                                          | Pastor                  |                     |        |
| TBA  | Solitary                                       | Hersh                   | Post-producție      |        |

### Televiziune
| An        | Titlu                           | Rol               | Note                                         |
| --------- | ------------------------------- | ----------------- | -------------------------------------------- |
| 1993–1996 | Madison                         | Mick Farleigh     | 16 episoade                                  |
| 1994      | Neon Rider                      | Jason             | Episodul: "The Secret Life of Garret Tuggle" |
| 1994      | M.A.N.T.I.S.                    | Clayton Kirk      | Episodul: "Days of Rage"                     |
| 1995      | Highlander: The Series          | Michael Christian | Episodul: "They Also Serve"                  |
| 1995      | Sliders                         | Skidd             | Episodul: "Summer of Love"                   |
| 1995      | Lonesome Dove: The Series       | Cam               | Episodul: "Ties That Bind"                   |
| 1996      | Lonesome Dove: The Outlaw Years | Jake              | Episodul: "Partners"                         |
| 1996      | The Outer Limits                | Tyson Ruddick     | Episodul: "The Heist"                        |
| 1996      | The Sentinel                    | Kurt Hessman      | Episodul: "Payback"                          |
| 1996      | Viper                           | Johnny Hodge      | Episodul: "White Fire"                       |
| 2011      | The Kennedys                    | Robert F. Kennedy | 8 episoade                                   |
| 2017      | The Kennedys: After Camelot     | Robert F. Kennedy | 1 episod                                     |
| TBA       | Lawmen: Bass Reeves             | Esau Pierce       |                                              |

### Jocuri video
| An   | Titlu                          | Rol                       | Note |
| ---- | ------------------------------ | ------------------------- | ---- |
| 2009 | Prototype                      | Alex Mercer               | Voce |
| 2009 | Call of Duty: Modern Warfare 2 | Army Ranger Corporal Dunn | Voce |